# 2016年11月逝世人物列表
2016年逝世人物列表：1月 - 2月 - 3月 - 4月 - 5月 - 6月 - 7月 - 8月 - 9月 - 10月 - 11月 - 12月
2016年11月逝世人物列表，是用于汇总2016年11月期间逝世人物的列表。

## 依日期排序

### 日期未知
- 詹姆斯·约瑟夫·德雷斯诺克（英語：James Joseph Dresnok），74歲，冷戰時期叛逃至朝鮮的駐韓國美軍士兵。[1]

### 30日
- 彭長貴，97岁，台灣湘菜厨师，“左宗棠雞”創始人，「彭園」創辦人。[2]
- 米歇爾·胡埃爾（英语：Michel Houel），74歲，法國政治人物，前克雷西拉沙佩勒市長、参议院議員。[3]
- 阿列克謝·馬斯列尼科夫（英语：Aleksei Maslennikov (tenor)），87歲，俄羅斯男高音。[4]
- 薇薇安，43歲，本名陳佳瑛，臺灣星座專家，病逝。[5]
- 庄福龄，88岁，中国马克思主义理论家、哲学家，中国人民大学教授。[6]

### 29日
- 詹姆斯·丹尼利（英语：James Danieley），92歲，美國教育家，前埃隆大學（英语：Elon University）校長。[7]
- 馬科斯·達尼洛·帕蒂爾哈（英语：Marcos Danilo Padilha），31歲，巴西足球運動員（查比高恩斯），空難受傷，到院後死亡。[8]
- 张念，52岁，中國大陸艺术家。[9]
- 王耀煌，78歲，台灣前籃球國手，演員王祖賢的父親。[10][11]
- 彭明，60歲，中國企業家，異見人士，政治犯。[12]

### 28日
- 施約翰爵士（英語：Sir John Swire），89歲，英國和香港商人，太古集團永遠總裁。[13]
- 麦英豪，88岁，中國大陸著名考古学家，广州博物馆名誉馆长。[14]
- 阮美姝，88歲，台灣人，228事件受難者家屬。[15]
- 金明國（韓語：김명국），76歲，北韓軍人、政治家。[16]
- 马克·泰马诺夫（俄語：Марк Тайманов），90歲，蘇聯西洋棋棋手。[17]
- 拉米亞航空2933號班機空難遇難者：
  - 艾爾頓·塞薩爾·小阿爾維斯·達席爾瓦（英语：Ailton Cesar Junior Alves da Silva），27歲，巴西足球運動員（查比高恩斯）。[18]
  - 德內爾·阿松桑·布拉茲（英语：Dener Assunção Braz），25歲，巴西足球運動員（查比高恩斯）。[19]
  - 塞爾吉奧·馬諾埃爾·巴博薩·桑托斯（英语：Sérgio Manoel Barbosa Santos），27歲，巴西足球運動員（查比高恩斯）。[18]
  - 馬修斯·比特科（英语：Matheus Biteco），21歲，巴西足球運動員（查比高恩斯、甘美奧阿雷格里港）。[18]
  - 馬特烏斯·卡拉梅洛（英语：Mateus Caramelo），22歲，巴西足球運動員（查比高恩斯）。[18]
  - 阿納尼亞斯·埃洛伊·卡斯特羅·蒙泰羅（英语：Ananias Eloi Castro Monteiro），27歲，巴西足球運動員（查比高恩斯、葡萄牙人）。[18]
  - 維多利諾·克萊蒙（英语：Victorino Chermont），43歲，巴西足球記者（FOX Sports）。[18]
  - 保羅·朱莉奧·克萊門特（葡萄牙语：Paulo Julio Clement），51歲，巴西足球評述員（FOX Sports）。[18]
  - 何塞·吉尔迪克昂·克萊門特·德派瓦（英语：José Gildeixon Clemente de Paiva），29歲，巴西足球運動員（查比高恩斯、科里蒂巴）。[19]
  - 古希美·希門尼斯·德索薩（英语：Guilherme Gimenez de Souza），21歲，巴西足球運動員（查比高恩斯）。[18]
- 吉姆·德利加蒂（Jim Delligatti），98歲，美國企業家，大麥克（Big Mac）漢堡發明者。[20]

### 27日
- 劉振南，37歲，台灣電視劇新銳導演，知名作品《藥笑24小時》，意外身亡。[21][22]
- 揚尼斯·格里瓦斯（希臘語：Ιωάννης Γρίβας），93歲，希腊政治人物，前希腊临时总理。[23]
- 維克托·伊万尼科夫（英语：Viktor Ivannikov），76歲，俄羅斯電腦科學家。[24][25]
- 托馬斯·帕齊（英语：Thomas Pazyj），61歲，丹麥手球運動員。[26][27]

### 26日
- 張姚宏影，94歲，台灣女性企業家、日月光集團創辦人，日月光董事長張虔生母親。[28]
- 彼得·辛特（英语：Peter Hintze），66歲，德國政治人物，前德國聯邦議院副議長。[29]
- 羅素·奧伯林（英语：Russell Oberlin），88歲，美國男高音。[30]

### 25日
- 菲德尔·卡斯特罗（西班牙語：Fidel Castro），90岁，古巴政治人物，古巴共产党创始人，前古共中央第一书记、國務委員會主席和部长会议主席。[31]
- 李夏源（朝鲜语：이하원），60歲，韓國喜劇演員。[32]
- 大衛·漢密爾頓（英语：David Hamilton (photographer)），83歲，英國攝影家，自殺身亡。[33]
- 詹姆斯·E·麥克萊倫（英語：James E. McClellan），90歲，美國政治人物，前馬里蘭州眾議院議員。[34]
- 保連·奧利弗羅斯（英语：Pauline Oliveros），83歲，美國作曲家和手風琴師。[35]

### 24日
- 戴維·費里斯（英语：Dave Ferriss），94歲，美國棒球運動員（波士頓紅襪）。[36]
- 雷納托·洛佩斯（英语：Renato López），33歲，墨西哥演員和電視節目主持人，中槍身亡。[37]
- 张其凡，67岁，中国宋史专家，暨南大学古籍研究所原所长。[38]

### 23日
- 柳美英（韓語：류미영），95岁，朝鲜政治人物，天道教青友党中央委员会委员长，死於肺癌。[39]
- 咸明洙（朝鲜语：함명수），89歲，韓國海軍軍人，前海軍參謀總長。[40]
- 麗塔·巴爾貝拉（英语：Rita Barberá），68歲，西班牙政治人物，前巴倫西亞市長，死於心臟病發。[41]
- 佩吉·柯克·貝爾（英语：Peggy Kirk Bell），95歲，美國職業高爾夫球手（LPGA）。[42]

### 22日
- 陳映真，79歲，台灣親共統派文學作家，《人間》雜誌創辦者。[43]
- 马长礼，86岁，中国大陆京剧表演艺术家。[44]
- 卡洛斯·法特（英语：Carlos Fayt），98歲，阿根廷律師和政治人物。[45]
- 莫因·库雷希，86歲，巴基斯坦政治人物，前代總理，死於肺部感染。[46]
- 彼得·萨姆纳（英语：Peter Sumner），74岁，澳大利亚演员、导演。曾在首部《星球大战》中饰演Pol Treidum。[47]

### 21日
- 馬蒂亞斯·毛里茨（英语：Matthias Mauritz），92歲，德國奧運會足球運動員。[48]
- 讓-克洛德·里塞（英语：Jean-Claude Risset），78歲，法國作曲家。[49]
- 陈奕柏，56岁，中国学者，海南大学土木建筑工程学院教授。[50]

### 20日
- 威廉·特雷弗（英語：William Trevor），88岁，爱尔兰作家和剧作家，爱尔兰文学界的元老之一。[51]
- 瑪麗亞·格拉佐夫斯卡雅（英语：Maria Glazovskaya），104歲，俄羅斯科學家和農業化學家。[52]
- 米奇·歐文斯（英语：Mitch Owens），95歲，加拿大政治人物，前渥太華-卡爾頓市市長（英语：Regional Municipality of Ottawa–Carleton）。[53]

### 19日
- 鄭良樹，76歲，馬來西亞學者，南方大學學院華人族群與文化研究所榮譽所長。[54][55]
- 郑天庸，81歲，中国天津人民艺术剧院演员。[56]
- 約瑟夫·梅耶（英语：Józef Mayer），77歲，波蘭化學家。[57]
- 大衛·特納-薩繆爾斯（英语：David Turner-Samuels），98歲，英國大律師。[58]
- 游效曾，83岁，中国无机化学家，南京大学教授，中国科学院院士。[59]

### 18日
- 沙龍·瓊斯（英语：Sharon Jones (singer)），60歲，美國女歌手及演員（《华尔街之狼》），死於胰腺癌。[60]
- 羅伯特·韋恩·米切爾（英语：Robert Wayne Mitchell），80歲，加拿大政治人物。[61]
- 劉松藩，84歲，前中華民國立法院長。[62]

### 17日
- 李英淑（朝鲜语：이영숙 (가수)），67歲，韓國女歌手。[63]
- 維爾吉利奧·戈多伊（英语：Virgilio Godoy），82歲，前尼加拉瓜副总统（英语：Vice President of Nicaragua）。[64]
- 卡依盧拉·穆爾塔津（英语：Khairulla Murtazin），75歲，俄羅斯數學家。[65]

### 16日
- 萊恩·奧爾徹奇（英语：Len Allchurch），83歲，威爾斯足球運動員（斯旺西城、谢菲尔德联、威爾斯代表隊）。[66]
- 梅爾文·萊爾德（英語：Melvin Laird），94歲，美國政治人物及作家，前美国国防部长，死於充血性心臟衰竭。[67]

### 15日
- 边永立（韓語：변영립），87歲，朝鲜物理學家。[68]
- 雷·布雷迪（英语：Ray Brady），79歲，愛爾蘭足球運動員（米尔沃尔）。[69]
- 西斯托·杜兰-巴连·科多韦斯（西班牙語：Sixto Durán-Ballén Cordovez），95歲，前厄瓜多尔总统。[70]
- 保羅·羅舍（英语：Paul Rosche），82歲，德國工程師（BMW）。[71]

### 14日
- 曹德煥（朝鲜语：조덕환），63歲，韓國男歌手。[72]
- 易卜拉欣·達蘇基（英语：Ibrahim Dasuki），93歲，尼日利亞精神領袖，前索科托哈里发国蘇丹（英语：List of Sultans of Sokoto）。[73]
- 珍妮特·賴特（英语：Janet Wright），71歲，加拿大女演員。[74]

### 13日
- 张恩和，77岁，中国航空发动机专家，太行发动机总设计师。[75][76][77]
- 黄志镗，88岁，中国有机化学家和高分子化学家，中国科学院院士。[78]
- 拉里·庫哈里奇（英语：Lary Kuharich），70歲，美國美式足球教練。[79]
- 丹尼斯·史密斯（英語：Denys Smith），92歲，英國賽馬教練。[80]
- 利昂·拉塞尔（英语：Leon Russell），74岁，美国摇滚乐传奇歌手。[81]

### 12日
- 谭靖夷，95歲，中国水利水電工程專家，中国工程院院士。[82]
- 傑里·杜馬斯（英语：Jerry Dumas），86歲，美國漫畫家。[83]
- 保羅·韋爾熱斯（英语：Paul Vergès），91歲，留尼汪政治人物，留尼汪共产党創立人。[84]
- 余旭，30歲，中國人民解放軍空軍殲-10女飛行員、八一飛行表演隊中隊長，飛行訓練失事身亡。[85]

### 11日
- 勞勃·范恩（英語：Robert Francis Vaughn），83歲，美國資深演員。[86]
- 伊爾莎·艾興格爾（英語：Ilse Aichinger），95歲，奧地利作家。[87]
- 佩里科·費爾南德斯（英语：Perico Fernandez），81歲，西班牙超輕量級拳擊手，前世界冠軍（英语：List of WBC world champions），死於糖尿病及腦退化症。
- 鎌田小惠子（日语：りりィ）（藝名Lily）（日語：鎌田 小恵子），64歲，日本演員。[88]
- 葉常棣，83歲，中華民國空軍黑貓中隊飛行員。[89]

### 10日
- 郭正利，59歲，台灣企業家、天喜旅行社總裁。[90]
- 特雷弗·約翰遜（英语：Trevor Johnson (footballer)），81歲，澳洲澳式足球運動員。[91]
- 拉斯·尼克松（英语：Russ Nixon），81歲，美國棒球運動員（波士頓紅襪、克里夫蘭印地安人）及經理人（亞特蘭大勇士）。[92]
- 李新凱，86歲，台湾嘉義市精忠國小退休美術教師，與中共中央總書記習近平的夫人彭麗媛為「甥舅」關係。[93][94]
- 裘宗舜，95岁，中国会计学家、审计学家，原江西财经学院代院长，教授。[95]

### 9日
- 格雷格·巴拉德（英語：Gregory Ballard），61歲，美國NBA聯盟的前職業籃球運動員。[96]
- 傑克·博德爾（英语：Jack Bodell），76歲，英國重量級拳擊手，前國家冠軍（英语：List of British heavyweight boxing champions）。[97]
- 阿爾·凱奧拉（英语：Al Caiola），96歲，美國吉他手和作曲家。[98]

### 8日
- 何志欽，64歲，國立台北大學校長，曾任中華民國財政部部長等職。[99]
- 李鐘旿（朝鲜语：리종오），73歲，朝鲜作曲家。[100]
- 茲德涅克·阿爾特納（英语：Zdenek Altner），69歲，捷克律師。[101]
- 彼得·布里斯托弗特（英语：Peter Brixtofte），66歲，丹麥政治人物，前稅務部長（英语：Tax Minister of Denmark）。[102]
- 拉乌尔·库塔尔（英语：Raoul Coutard），92歲，法国著名摄影师。[103]

### 7日
- 梅·克雷豪（英语：May Claerhout），77歲，比利時藝術家，死於腦腫瘤。[104]
- 珍妮特·雷諾（英語：Janet Reno），78歲，美國首位女性司法部長。[105]
- 喬·瑞恩（英語：Joe Ryan），80歲，美國政治人物，前阿拉斯加州众议院議員。[106]
- 塞繆爾·西塔（英语：Samuel Sitta），73歲，坦桑尼亞政治人物，前坦桑尼亚议会議員。[107]
- 里奥纳德·科恩（英語：Leonard Norman Cohen），82岁，加拿大创作歌手、诗人及小说家。[108]

### 6日
- 冯宗炜，84歲，中國工程院資深院士，森林生態學家、環境生態學家。中國酸雨研究奠基人。[109]
- 米克·格蘭傑（英语：Mick Granger），85歲，英格蘭足球運動員（約克城），死於腦退化症。[110]
- 喬斯·羅梅爾薩（英语：Jos Romersa），101歲，盧森堡奧林匹克體操運動員。[111]

### 5日
- 約翰·卡森（英语：John Carson (actor)），89歲，英國演員（《末日侵袭》、《異世奇人》）。[112]
- 朱利葉斯·奧凱塔（英语：Julius Oketta），60歲，烏干達軍人和政治人物。[113]

### 4日
- 盧念國，57歲，前香港無綫電視主持，死於中風。[114]
- 陳明慧，31歲，臺灣桃園市警察，因取締酒駕勤務，致車禍重度昏迷，急救無效。[115][116]
- 哈立德·凱利（英语：Khalid Kelly），49歲，愛爾蘭伊斯蘭教徒（移民（英语：Al-Muhajiroun）），自殺式爆炸身亡。[117]
- 曼蘇爾·普赫達里（英语：Mansour Pourheidari），71歲，伊朗足球運動員和經理人（德黑兰独立、國家隊）。[118]

### 3日
- 克萊夫·德比-劉易斯（英语：Clive Derby-Lewis），80歲，南非政治人物和罪犯，前南非议会議員，死於肺癌。[119]
- 凱·斯塔爾（英语：Kay Starr），94歲，美國女歌手和演員，死於腦退化症併發症。[120]
- 吴生元，80岁，原云南中医学院第一附属医院院长，云南中医学院教授。[121]

### 2日
- 麥克斯·亞歷山大（英语：Max Alexander (comedian)），63歲，美國喜劇演員和演員（《生活残骸》、《百货战警2》），死於頭頸癌。[122]
- 奧列格·波波夫（俄語：Олег Попoв），86歲，俄羅斯小丑和馬戲表演藝術家，死於心臟驟停。[123]

### 1日
- 张本仁，87岁，中国地球化学家，中国科学院院士。[124]
- 斯維爾·安德森（英语：Sverre Andersen），80岁，挪威足球運動員（維京、國家隊），死於癌症。[125]
- 蒂娜·安塞爾米（英语：Tina Anselmi），89岁，意大利政治人物。[126]